# Bjarne Pettersen
Bjarne Viktor Pettersen (født 8. juni 1891 i Oslo, død 14. december 1983 i Porsgrunn) var en norsk gymnast, som deltog i OL 1912 i Stockholm.
Ved OL 1912 var han med for Norge i holdkonkurrencen i frit system. Nordmændene vandt konkurrencen med 22,85 point, mens Finland på andenpladsen fik 21,85 og Danmark på tredjepladsen 21,25 point.